# Quercus hintoniorum
Espèce
Statut de conservation UICN

 VU D2 (1998 - Needs updating) : Vulnérable
Quercus hintoniorum est une espèce d'arbustes du sous-genre Quercus et de la section Lobatae. L'espèce est endémique du Coahuila au Mexique.